# Battlefield Hardline
Battlefield Hardline é um jogo eletrônico de tiro em primeira pessoa desenvolvido pela Visceral Games em colaboração com a DICE e publicado pela Electronic Arts. Inicialmente previsto para ser editado em Outubro de 2014, Battlefield Hardline foi lançado a 17 de Março de 2015 na América do Norte e a 19 e Março na Europa para Microsoft Windows, PlayStation 3, PlayStation 4, Xbox 360 e Xbox One. Uma versão beta esteve aberta para todas as plataformas entre 3 e 9 de Fevereiro de 2015, e teve a participação de mais de 7 milhões de jogadores.
Hardline contém uma nova variedade de jogabilidade que se afasta dos modos de jogo tradicionais Battlefield. Ao invés do cenário militar que sempre acompanhou a série, o jogo foca-se na polícia e na "guerra contra o crime".
Battlefield Hardline recebeu no geral análises medianas a positivas. Os sites de criticas agregadas GameRankings e Metacritic dão à versão PlayStation 4 74.61% e 74/100, à versão Microsoft Windows 71.38% e 71/100, e à versão Xbox One 76.22% e 72/100, respectivamente.

## Jogabilidade
Ao invés do cenário militar que sempre acompanhou a série, Hardline foca-se na policia e na "guerra contra o crime". Como tal, as principais facções de Hardline são as Unidades Especiais de Resposta da policia e os criminosos. A Visceral Games rectificou que a campanha não será linear com a promessa de ser melhor que os antecedentes. A história terá episódios dramáticos de crime em que o jogador terá de fazer escolhas que influenciam as situações e a jogabilidade. Como policia, os jogadores têm acesso a várias armas e veículos de classe militar, como botes, o UH-60 Black Hawk ou o blindado Lenco BearCat. Existe outro equipamento policial, como escudos, os tasers e as algemas. O emblema da policia também pode ser usado para impor medo nos criminosos, fazendo com que deponham as armas. Um novo objecto, o scanner, serve para várias opções como marcar ameaças, alvos, provas, etc. Os jogadores podem completar os objetivos de várias maneiras, com violência ou silenciosamente, distraindo os inimigos.

### Multijogador
Hardline usa a mecânica Levolution no multijogador, inicialmente introduzida em Battlefield 4. Por exemplo, no mapa "Centro", os jogadores podem fazer cair um guindaste no centro do mapa, destruindo os alicerces dos edifícios centrais em Los Angeles. No lançamento, o jogo contém nove mapas para o multijogador. Pode-se escolher entre quatro classes distintas: Mecânico, Sniper, Médico e Especialista; e, para além dos modos clássicos Cada Equipe por Si e Conquista, inclui ainda os modos: Roubo, Resgate, Mira, Ligação Direta e Dinheiro Sujo.
- Em Roubo os criminosos têm de retirar as encomendas de um carro blindado, e levá-las para um ponto de extração; a policia tem de os deter. Os criminosos ganham se conseguirem levar todas as encomendas para o ponto de extracção.
- Em Dinheiro Sujo ambas as facções tem de recuperar o dinheiro de uma caixa aberta no centro do mapa, e levá-lo para o carro respectivo de cada equipe. A equipe ganha se conseguir juntar 5 milhões ou se tiver mais dinheiro que a outra no fim do tempo limite.
- Em Ligação Direta a policia persegue os ladrões em altas velocidades através de cenários expandidos, similar ao modo Rush de Battlefield: Bad Company 2.
- Em Resgate os policias e os S.W.A.T têm de salvar reféns dos criminosos.[6]
- Mira é o modo multijogador competitivo muito parecido ao modo Conquest dos anteriores jogos da série. Duas equipas de 5v5+1 defrontam-se entre si com um limite de três minutos e sem recomeços depois de morrer, em que um dos jogadores (VIP) tem uma extração designada a um de dois pontos possíveis. Ganha a equipe que matar todos os inimigos ou o jogador VIP.[7]

## Enredo
Em 2012, os detetives de Polícia de Miami Nick Mendoza e Carl Stoddard ( Travis Willingham ) fizeram uma busca de drogas que acaba violento. Depois de prender um suspeito em fuga, o capitão Julian Dawes (Benito Martinez) fez com que Nick trabalhasse com a Khai Minh Dao (Kelly Hu) para seguir uma pista do corretor de cocaína Tyson Latchford (Adam J. Harrington). Forçando seu o parceiro de Tyson a usar um grampo, eles encontram uma nova droga chamada Hot Shot sendo vendida nas ruas de Miami e resgatam Tyson de um grupo de homens armados. No processo Khai é gravemente ferida, colocandos-a fora de ação por várias semanas. Depois de retornar (contra as ordens de seu médico), Dawes ordena que os dois tragam Leo Ray (Graham Shiels) do Elmore Hotel, mas são forçados a confrontar homens armados ligados ao traficante Remy Neltz (TJ Storm), que está distribuindo a droga Hot Shot. Ao capturar Leo, Khai parte para acima dele por aparentemente estar a insultando.
A informação de Leo leva os dois detetives para os Everglades, onde os cargas de drogas estão sendo derrubadas. Investigando a área, eles descobrem várias operações de drogas de Neltz e o cadáver mutilado de Leo, que foi presumivelmente morto por cooperar com a Polícia de Miami. Eles acabam encontrando Neltz apenas para escapar de volta para Miami. Antes de sair, ele menciona que ele aceitou um acordo de Stoddard. Os policiais o encurralaram em um armazém de Miami, onde Stoddard chega e mata Neltz quando ele estava prestes a falar mais sobre seu acordo. Nick sai com desgosto depois que Stoddard e Khai pegam algum dinheiro antes que mais oficiais chegassem. Mais tarde, no meio de um furacão, Dawes envia Nick e Khai de volta à cena do crime para achar qualquer evidência incriminando Stoddard. Achando a gravação de Neltz envolvendo Stoddard, Nick encontra seu ex-sócio em uma reunião com outros negociantes, mas é forçado a trabalhar com ele para resgatar Khai de mais homens armados. Os três mais tarde se encontram com Dawes, que destrói as evidências envolvendo Stoddard e revelando que ele e Khai são corruptos. Os três traem Nick devido à sua recusa em seguir seu esquema, enquadrando-o por lavar o dinheiro da droga de Neltz.
Três anos depois, em 2015, dentro de um ônibus da prisão, Nick escapa com a ajuda de Tap e Tyson. O cérebro por trás da fuga de Nick não é outro se não a Khai. Apesar dos cruéis sentimentos sobre sua traição e de ser enquadrado, Nick sai com Khai e Tyson para Los Angeles. Khai diz a Nick que durante os três anos que passou na prisão, Dawes fundou a empresa privada de execução da lei, a Preferred Outcomes, tendo "limpado" Miami, a mesma estava começando a expandir-se para outras cidades dos EUA. Querendo arruinar Dawes, Khai envia Nick e Tyson para se encontrarem com Marcus "Boomer" Boone (Eugene Byrd) e os três interrompem o negócio de drogas da líder da máfia coreana Kang (o principal local de distribuição de Dawes em Los Angeles). Apesar de não encontrar muita coisa, Nick e Khai seguem outra pista para a casa do chefe da droga Neil Roark (Mark Rolston). Durante a reunião de Roark, Nick surge com a ideia de roubar o dinheiro de Dawes antes que ele possa lavá-lo e usa o telefone Khai como um dispositivo de rastreamento improvisado, colocando-o em uma pasta para ser levado para onde o resto do dinheiro Dawes está sendo mantido. Depois de sobreviver a um breve assalto por homens de Roark, Nick e Khai fazem sua fuga.
Descobrindo que o dinheiro de Dawes é mantido na cobertura de seu arranha-céus corporativo (seu HQ) em Miami, atrás de um cofre inviolável. Boomer contato um conhecido dele que possuí um robô safecracking (Quebra-Senhas). Ele e Nick vão ao deserto para conhecer o contato de Boomer, sua ex-namorada Dune (Alexandra Daddario), consegue um encontro com seu pai, Tony Alpert (Fred Tatasciore). Alpert se encontra com eles, no entanto, ele revela que sabe que o Nick é um foragido e que Stoddard colocou uma recompensa por ele se o capturarem vivo. Nick e Boomer escapam da prisão e recuperam o equipamento do complexo de Alpert. Ao longo do caminho Nick descobre que Alpert estava por trás da criação e fabricação da droga Hot Shot, e assassinou um agente ATF (Josh Keaton) para cobrir seus planos de iniciar uma guerra civil. Dune ajuda os dois a escaparem para um aeródromo abandonado, mas separados depois de sobreviver à emboscada de Alpert num posto de gasolina. No aeródromo, Nick recupera o robô safecracking e ganha um duelo de tanque contra Alpert, antes de ele e Boomer escapar em um avião que Boomer tinha reparado.
Enquanto Khai, Nick, Boomer e Tyson se preparam para partir para Miami, eles são emboscados por Stoddard e seus homens. Nick mata seu ex-parceiro e envia uma foto do corpo de Stoddard para Dawes. O grupo chega a Miami e se infiltra na Preferred Outcomes. Eles encontram o cofre na cobertura de Dawes. Tyson é gravemente ferido por uma explosão, mas sobrevive. Nick responde ao telefone da Khai no cofre vazio para ouvir Dawes do outro lado, dizendo a Nick que o encontre em Santa Rosita, na costa da Flórida. Nick se separa do seu grupo na ilha, que saem para procurar atendimento médico para Tyson, Nick se infiltra sozinho na mansão de Dawes. Nick encontra seu ex-capitão corrupto em seu escritório, onde Dawes diz que ele quer que Nick se junte a ele e assuma a Preferred Outcomes uma vez Dawes se for, ele diz que os dois são semelhantes a ser "mais criminoso do que policial". Nick concorda com a última observação e sem hesitação dispara três vezes em Dawes. Pesquisando no seu escritório, ele encontra uma carta endereçada a ele por Dawes, explicando a Nick o que ele criou nesses três anos e comenta de uma passagem para seu cofre subterrâneo. Dentro da abóbada, Nick encontra a fortuna lavada de Dawes, que é agora sua, deixada para que Nick saiba o que fazer com ela.

## Desenvolvimento
Battlefield Hardline foi revelado no blog da EA pelo vice-presidente da Visceral Games, Steve Papoutsis. O jogo era para ser anunciado durante a E3 2014, mas a informação escapou para a Internet mais cedo.
Ao invés do cenário militar que sempre acompanhou a série, Hardline foca-se na policia e na "guerra contra o crime". o video que escapou para a Internet refere-se ao jogo como Omaha. "Visceral começou a trabalhar em Battlefield Hardline um ano antes de Dead Space 3 ter sido editado," disse o director criativo Ian Milham, sugerindo que o jogo já está a ser produzido desde 2012. Em Junho de 2014 o Battlefield Hardline beta tornou-se publico na página oficial, depois do anuncio oficial ter sido feito na Electronics Entertainment Expo 2014. A beta terminou a 26 de Junho de 2014.
Numa entrevista ao GameSpot, o produtor Scott Probst, descreveu o programa de feeedback dos jogadores de nome "Game Changers". O programa inclui YouTubers, membros influentes da comunidade Battlefield, e fãs de FPS competitivos como Call of Duty. Os membros do programa foram convidados para irem ao estúdio da Visceral Games para participarem em sessões de competição durante a produção de Hardline.
De acordo com Probst, as histórias sobre a militarização das forças policias nos Estados Unidos tiveram influência na produção do jogo: "Sim tiveram efeito, e positivo, porque trouxe para a mesa muitos aspectos chave que precisávamos de discutir como equipa e para termos a certeza daquilo que estávamos a fazer." Probst acrescenta ainda que "Muitos desses infelizes eventos deram-nos feedback sobre coisas que devíamos ou não fazer. Ajudaram a melhor a nossa experiência", em referencia aos eventos reais que causaram confrontos entre as autoridades e os civis.
Em Julho de 2014, a DICE anunciou que iam adiar Battlefield Hardline do fim de 2014 para "inicio de 2015". A razão referida foi porque queriam implementar no jogo a reacção dos jogadores recebida durante a beta publica. A beta esteve aberta entre 3 e 9 de Fevereiro de 2015 para todas as plataformas, e teve a participação de mais de 7 milhões de jogadores.
A 24 de Fevereiro foi anunciado que Battlefield Hardline tinha entrado na fase ouro de produção. A Visceral games confirmou que o jogo corre com uma resolução de 720p na Xbox One, 900p na PlayStation 4 e 1080p na versão PC.

## Lançamento
Inicialmente previsto para ser editado em Outubro de 2014, Battlefield Hardline foi lançado a 17 de Março de 2015 na América do Norte e a 19 e Março na Europa para Microsoft Windows, PlayStation 3, PlayStation 4, Xbox 360 e Xbox One. Foi confirmado que Battlefield Hardline esteve disponível antecipadamente para os utilizadores do serviço EA Access.
A 2 de Março de 2015, a Electronic Arts revelou oficialmente os conteúdos do serviço ‘Premium’ para Battlefield Hardline. O Battlefield Hardline Premium’ dá acesso a "quatro super-funcionalidades": novas máscaras com benefícios de jogabilidade únicos; a Prateleira das Armas, que dá aos jogadores a possibilidade de personalizar visualmente as armas e de ver as mortes de cada uma; Competitividade, apoio para competitividade através de torneios e tabelas exclusivas para membros Hardline Premium; e Estatuto Lendário, que oferece a possibilidade ao jogador de repetir todo o sistema de progressão. O serviço ‘Premium’ dá inclusive acesso antecipado às quatro expansões (Criminal Activity, Robbery, Getaway e Betrayal) que serão lançadas durante o segundo semestre de 2015 e que incluem novos mapas, modos, veículos e história. Também está incluído no serviço o pacote 12 Gold Battlepacks, novas opções de personalização como camuflagens para as armas, skins (peles), acesso a experiência a dobrar (duplo XP), missões e outros eventos exclusivos bem como prioridade nas filas dos servidores.

## Recepção

### Críticas profissionais
Battlefield Hardline recebeu análises medianas a positivas. Os sites de criticas agregadas GameRankings e Metacritic dão à versão PlayStation 4 74.61% e 74/100, à versão Microsoft Windows 71.38% e 71/100, e à versão Xbox One 76.22% e 72/100, respectivamente.
Anthony LaBella de Game Revolution deu ao jogo um 4/5, elogiando seu elemento furtivo, sequências repletas de ação, campanha detalhada de um único jogador, multiplayer atraente e rápido e o modo Heist, que exige que os jogadores utilizem o trabalho em equipe. Ele também elogiou os outros novos modos apresentados no jogo, como Hotwire e Crosshair, ele declarou que "mostrou a transição da guerra para o crime e proporciona muita diversão fora da experiência tradicional Battlefield". No entanto, ele criticou a trama previsível, personagens rasos, má apresentação da campanha e a história desinteressante. Ele resumiu a revisão dizendo que "A combinação da campanha focada em furtividade e muitos modos multiplayer estabelece Battlefield Hardline como uma entrada autêntica valiosa na popular franquia FPS". 
Brian Albert da IGN deu ao jogo um 8/10, elogiando sua campanha agradável, surpreendendo momentos cômicos, trama decente, voz-agindo, animação, personagens simpáticos, níveis bem projetados, armas e áudios realísticas, modo furtivo, bem como a campanha que exigi do jogador utilizar a paciência e habilidade, o jogo incentiva os jogadores a usar não armas letais. Ele também elogiou a enorme variedade de modos multiplayer, o modo dinâmico Hotwire e os mapas bem desenhados e variados. Ele também elogiou as novas características de jogabilidade, como o gancho e zip-line para fazer transversal mais rápido. No entanto, ele criticou o sistema de desbloqueio que não concede aos jogadores playstyles de acordo e a inteligencia artificial excessivamente simplista. Ele resumiu o comentário dizendo que "Battlefield ' em traz uma campanha fresca, e o multiplayer tem algo para todos." 
Ben Griffin da GamesRadar deu ao jogo um 3,5/5, elogiando seus novos jogadores amigáveis e o atraente multiplayer, refrescando modos multiplayer, gratificante sistema de interrogatórios e modelos de personagens detalhados. No entanto, ele criticou a campanha desfocada, simplista e previsível, bem como a dependência da campanha em furtividade, e afirmou  que "nunca evoluiu durante a campanha". Ele resumiu o comentário dizendo que "Embora o jogo não tenha um evento principal essencial como anteriores Battlefield blockbusters, é mais apertado, mais rápido e Hardline é definitivamente o bom policial." 
Jeff Gerstmann da Giant Bomb deu ao jogo um 3/5, elogiando seus colecionáveis, que ele declarou "ter contexto real", criticou os parceiros idiota da inteligencia artificial, bem como a história pobre que não conseguiu entregar um desenvolvimento de caráter, tensão e lógica. Ele resumiu a revisão dizendo que " Battlefield Hardline não é um desastre, mas parece uma franquia girando suas rodas com ajustes menores, em vez de avançar verdadeiramente para a frente". Ele também observou que o jogo geralmente desfrutou de um lançamento mais estável do que seu predecessor Battlefield 4 , como ele afirmou que o jogo funciona de forma funcional em todas as plataformas. 
Brett Phillips de VideoGamer.com criticou fortemente a campanha, chamando-a de "a pior campanha de toda a série". Ele também criticou seus pontos de desova mal concebidos, varredura de itens desnecessários, torções cliché, modo Conquista anárquico e inconsistente, modo Hotwire que aborrece e frustra, bem como a remoção de armas pesadas, como lançador de foguetes do menu de armas. O sistema de progressão também foi criticado por ser incongruente com a narrativa do jogo. Ele também criticou o projeto do mapa por falta de imaginação e verticalidade, jogos podem durar muito tempo e o próprio jogo pode não assumir riscos. Ele chamou o jogo de "uma experiência inesquecível, imaturo ao invés de um vale a pena falar" e ele resumiu a revisão dizendo que " Battlefield Hardline poderia ter sido algo único, uma chance para Visceral colocar seu próprio selo em uma franquia de longa data. Nós recebemos, ao invés disso uma campanha visualmente simbólica e um multiplayer que é meramente útil e tímido demais para sair da sombra de Battlefield 4 . 
Um aspecto do jogo que foi destacado pela mídia de jogos foi um conjunto de ovos de Páscoa: ao recarregar uma arma, há uma chance em 10000 que em vez da animação de recarga padrão, apareça uma animação comicamente absurda do jogo, que a imprensa chamou "hilarious"  e "zany". 

### Vendas
A versão de varejo de Battlefield Hardline estreou em nº 1 no gráfico de vendas de software do Reino Unido em sua primeira semana de lançamento . Também se tornou o título mais vendido no Reino Unido em 2015 a partir de 23 de março de 2015. De acordo com NPD Group, o jogo foi o jogo mais vendido em março nos Estados Unidos. 

## Controvérsia
A capa oficial de Battlefield: Hardline foi revelada em Dezembro de 2014, juntamente com um video que mostra parte da história. Na capa está desenhado um homem de raça negra a apontar de arma em punho, com o reflexo das luzes de veículos da policia a reflectir nos seus óculos tipo aviador. Já o video, mostra policias militares a lutar numa guerra contra gangs de droga num sitio onde parece ser um bairro predominantemente ocupado por pessoas negras. Considerando os recentes tumultos na relação entre a policia norte americana e a população, à luz da morte de Mike Brown na cidade de Ferguson, bem como a morte de Eric Gardner por um oficial de policia, gerou-se alguma controvérsia, com algumas opiniões a sugerirem que é desconfortável ver as "armas em punho" de Battlefield: Hardline, ver as forças policias a causar o caos como parte de "guerra às drogas", com medo de que mais comunidades se tornem “estados policiais”. Também foi referido ser um pouco chocante a forma como a capa e o video conseguiram passar pela Electronic Arts (EA) sem que ninguém na empresa sugerisse que poderiam inevitavelmente estabelecer comparações com eventos actuais. No Twitter, uma opinião diz que Battlefield: Hardline "é um exemplo de como os produtores de videojogos julgam que os seus jogos existem fora do contexto politico.” Também houve controvérsia em redor de Hardline devido aos policias militares representados no jogo, isto à luz das forças de segurança estarem sobre escrutínio no Congresso.
Jim Sterling, criador de vídeos, critico e comentador de videojogos, sugeriu que independentemente de como a EA apresentasse Battlefield: Hardline, dado o seu assunto, teria inevitavelmente provocado a ira de muitos, e escreve: “A única opção de usar uma capa para Battlefield: Hardline que não provocasse duvidas nas pessoas, seria usar a fotografia de um gato. Ainda não é tarde, EA.” O director criativo Ian Milham disse ao website Polygon que Hardline não é um comentário social, mas sim um drama de policias. Milham acrescenta ainda que nunca foi intenção da Visceral fazer um "simulador realista de policias" mas sim um drama de TV, "Não é policias e protestantes, mas sim policias e ladrões", referenciando os eventos reais que causaram confrontos entre as autoridades e os civis. Em adição o produtor Scott Probst diz que "Queríamos ter a certeza que dávamos aos jogadores algo de inovador e divertido e com maneiras engraçadas de jogar. Não queremos fazer algo que é uma declaração política ou que está mudando a forma como o jogo é construído e torná-lo em algo que vai para lá dessa linha."

## Distribuição no Brasil
Em 2018, o jogo Battlefield Hardline foi alvo de um processo judicial movido pela empresa brasileira Galdino & Galdino Ltda., detentora da marca "Hardline" no país. A ação tramitou no Tribunal de Justiça do Estado de São Paulo (processo n.º 1069025‑50.2018.8.26.0100) e alegava o uso indevido da marca por parte da Electronic Arts, desenvolvedora do jogo. Como resultado, o título foi removido das principais lojas digitais no Brasil, como Steam, Origin e PlayStation Store.

Após anos de disputa, o processo foi encerrado em novembro de 2023 com decisão favorável à EA, e a parte autora foi condenada ao pagamento de custas e honorários. Apesar disso, até meados de 2024, o jogo permanecia indisponível nas lojas brasileiras, com exceção da Epic Games Store, onde voltou a ser listado.